# Neoregelia angustibracteolata
Neoregelia angustibracteolata är en gräsväxtart som beskrevs av Edmundo Pereira och Elton Martinez Carvalho Leme. Neoregelia angustibracteolata ingår i släktet Neoregelia och familjen Bromeliaceae. Inga underarter finns listade i Catalogue of Life.

## Bildgalleri

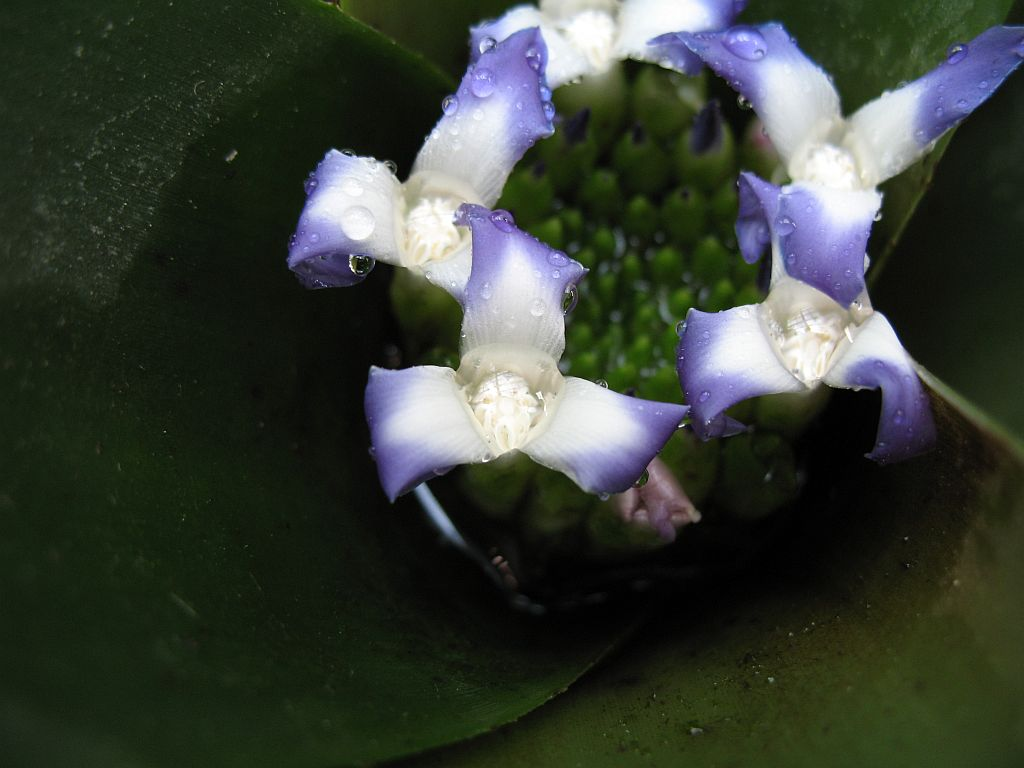
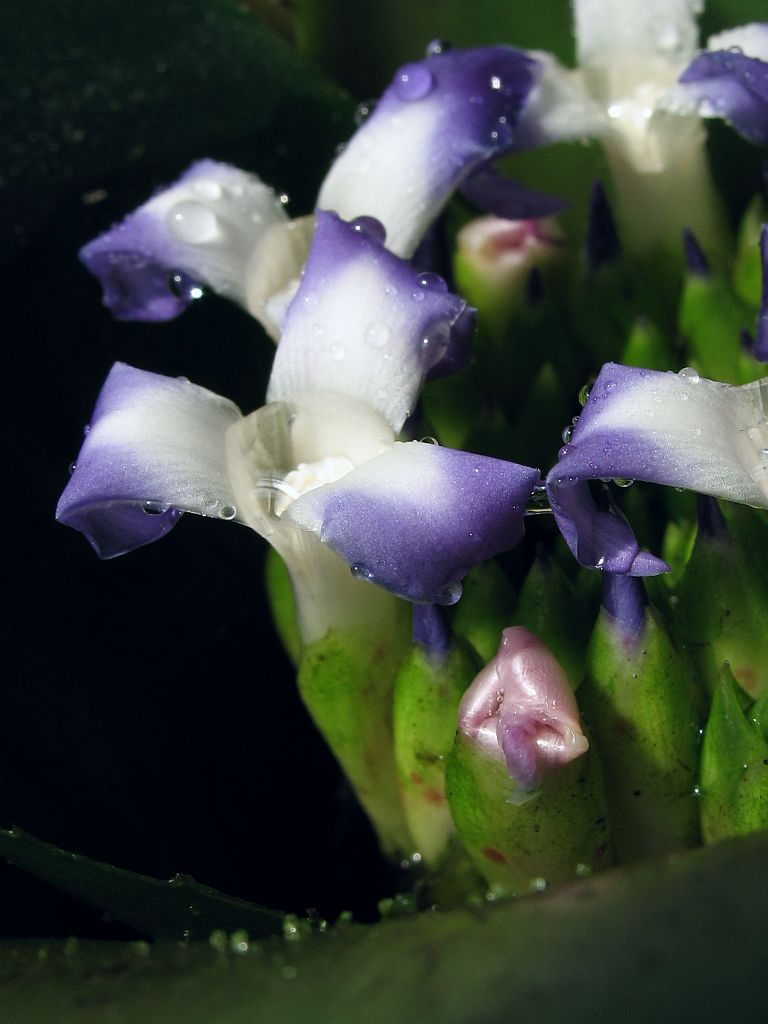